# 富士信久
富士 信久（ふじ のぶひさ）は、 江戸時代の武士。関東在地の富士氏の一族。

## 出自
富士信久は、富士城主であった富士信忠の第二子で後に関東を知行地とした富士信重の第二子である。
『寛政重修諸家譜』（以下『寛政譜』）に「別に家を興し」とあるように、信久は分家を興しその初代となっている。従って『寛政譜』においても本家とは別系図として収められている。
信久以後は信久 - 信尚 - 信貞 - 信定 - 時則と継承され、時則の代で断家となっている。

## 略歴
『寛永諸家系図伝』によると、通称は市左衛門で富士信重の子であり、江戸で出生したとある。また元和2年（1616年）に徳川秀忠に拝謁し、寛永16年（1639年）10月に没したとある。
『寛政譜』巻第三百七十九（以下）によると、秀忠に拝謁後に大番に列し廩米二百俵を賜っている。寛永10年（1633年）2月には廩米に代わり二百石の采地を与えられた上で二百石の地を加えられている。
従来の二百石と加恩による二百石で計四百石となっており、『干城録』巻第百六十八には「すへて四百石の地を賜ふ」とある。
家督は子の信尚が継いだ。